# Pískomil tlustý
Pískomil tlustý (Psammomys obesus) je hlodavec patřící k větším druhům pískomilů. V přírodě má průměrnou délku života 14 měsíců, v zajetí pak 3–4 roky. Pískomilové žijí v menších koloniích o jednom dominantním samci. Vyhrabávají si hluboké větvené nory. Jsou aktivní hlavně ve dne, ale aktivita na povrchu kolísá v závislosti na okolní teplotě. V otázce potravy jsou velice vybíraví, jedí pouze stonky a listy rostlin z čeledi laskavcovitých.

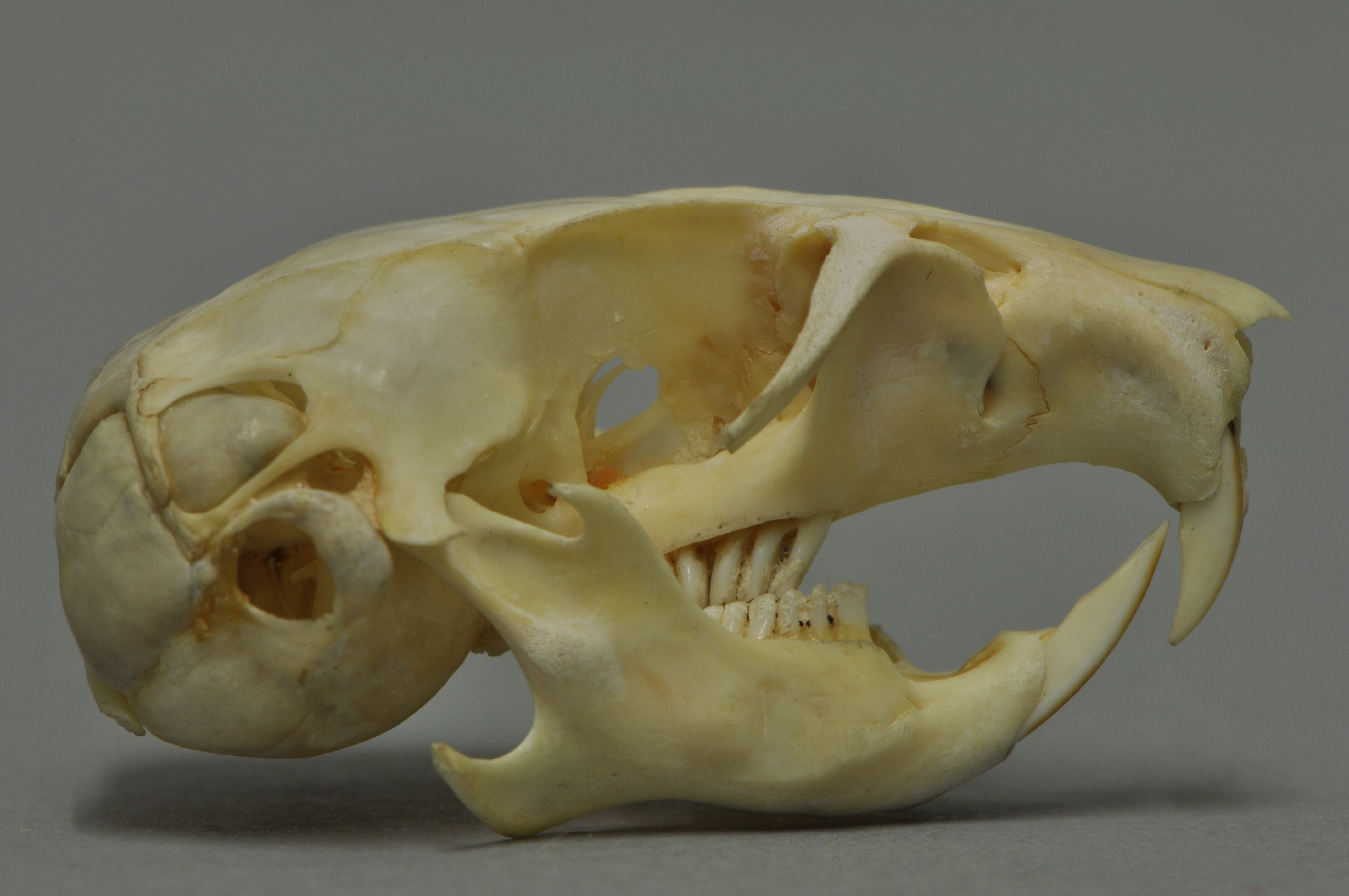
lebka Pískomila tlustého

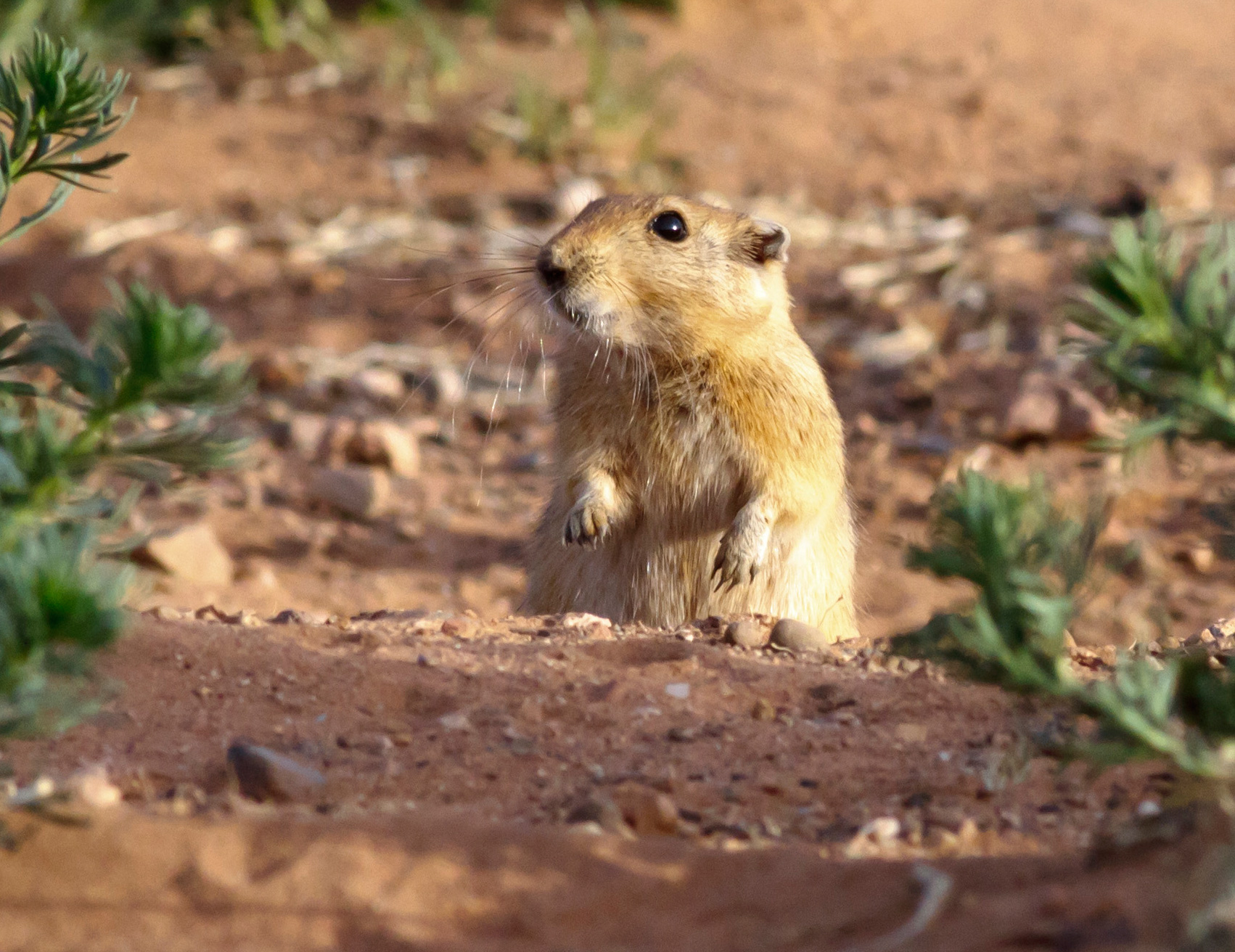
Pískomil tlustý

## Výskyt
Ve volné přírodě se nachází na severu Afriky, v Alžírsku, Tunisku, Libyi a Egyptě, a přes Sinajský poloostrov zasahuje až do Izraele, Palestiny, Jordánska a Saúdské Arábie. Osídluje zde písčité a štěrkové pouště s porosty sukulentních slanomilných rostlin, tzv. halofytů.